# Панамская длиннорылая акула
Панамская длиннорылая акула (Rhizoprionodon longurio) — один из видов рода длиннорылых акул (Rhizoprionodon), семейство серых акул (Carcharhinidae). Эти акулы обитают в тропических водах восточной части Тихого океана. Встречаются на глубине до 100 м. Максимальная зарегистрированная длина 154 см. Размножаются живорождением. Питаются мелкими костистыми рыбами, головоногими и ракообразными. Представляют незначительный интерес для коммерческого промысла.

## Таксономия
Впервые вид был научно описан в 1882 году. Видовой эпитет происходит от слова лат. longus. —  «длинный». Лектотип представляет собой самца длиной 79,2 см, пойманного у побережья Масатлана, Мексика.

## Ареал
Панамские длиннорылые акулы распространены в субтропических водах восточной части Тихого океана между 33° с. ш. и 16° ю. ш. у берегов Калифорнии, Мексики, Гватемалы, Сальвадора, Гондураса,Никарагуа, Коста Рики, Панамы, Колумбии, Эквадора и Перу. Они держатся на глубине от 27 м до 100 м.

## Описание
Максимальный размер 1,1 м (самец) и 1,54 м (самка). У панамских длиннорылых акул тонкое туловище с длинной заострённой мордой. Большие, круглые глаза с мигательной мембраной. Расстояние от кончика рыла до ноздрей составляет 4,5—6 % от общей длины. По углам рта на верхней и нижней челюстях имеются борозды. Длина верхней губной борозды 2,1—2,6 % от общей длины. Под краями нижней челюсти, как правило, имеются 8—15 расширенных пор с каждой стороны. Количество зубных рядов составляет 26—29 на каждой челюсти. Края зубов слегка зазубренные.
Широкие, треугольные грудные плавники начинаются под третьей или четвёртой жаберной щелью. Основание первого спинного плавника начинается над или чуть позади свободных кончиков грудных плавников. Второй спинной плавник существенно меньше первого и расположен над последней третью анального плавника. Передний край грудных плавников обычно равен по длине или короче первого спинного плавника от начала основания до свободного кончика. Гребень между спинными плавниками отсутствует. Нижняя лопасть хвостового плавника хорошо развита, у кончика верхней лопасти имеется вентральная выемка. Окраска дорсальной поверхности тела ровного серого или серо-коричневого цвета, брюхо бело. Края грудных плавников светлее основного фона, кончики дорсальных плавников тусклые.

## Биология
Панамские длиннорылые акулы достигают половой зрелости при длине 58—69 см. Подобно прочим представителям семейства серых акул они размножаются живорождением; развивающиеся эмбрионы получают питание посредством плацентарной связи с матерью, образованной опустевшим желточным мешком. Длина новорождённых 33—34 см. Беременность длится 10—12 месяцев. Вероятно, самки приносят потомство ежегодно. Самцы и самки держатся отдельно друг от друга. Рацион состоит из костистых рыб, головоногих моллюсков и ракообразных.

## Взаимодействие с человеком
Этот вид является объектом кустарного рыбного промысла в прибрежных водах во время зимних и весенних месяцев. Летом и осенью эти акулы перемещаются на бо́льшую глубину. Они попадаются в качестве прилова с использованием жаберных сетей, ярусов, тралов и ловушек. Мясо панамских длиннорылых акул используют в пищу и для производства рыбной муки. Эти акулы страдают от перелова и загрязнения среды обитания. Опасности для человека они не представляют. Данных для оценки Международным союзом охраны природы охранный статус  вида недостаточно.